# Джордж Вілкінсон (ватерполіст)
Джордж Вілкінсон (англ. George Wilkinson, 3 березня 1879 — 7 серпня 1946) — британський плавець і ватерполіст.
Олімпійський чемпіон 1908, 1912 років.